# Deborah Turner Harris
Deborah Turner Harris (n. 1951 în Pennsylvania), este o scriitoare americană de fantasy, cunoscută mai ales pentru colaborarea cu Katherine Kurtz. Locuiește în Scoția, fiind măritată cu scriitorul scoția Robert J. Harris.

## Tinerețea
Deborah Turner Harris s-a născut în Pennsylvania și a crescut în Daytona Beach, Florida. Mama ei a fost asistentă la Urgențe în spitalul local. De-a lungul anilor, și-au împărțit casa cu o sumedenie de câini și pisici. Deborah a absolvit Universitatea Stetson din Deland, la secția de engleză, limbă pe care a predat-o la Flagler High School din Bunnell, Florida. Ulterior, a studiat literatura engleză medievală la Universitatea statului Florida, în Tallahassee, teza ei de doctorat fiind despre bestiarele medievale. Tot în acea perioadă a început lucrul la primul roman.
În penultimul ei an la universitate a primit o bursă la Universitatea St. Andrews din Scoția, unde și-a întâlnit viitorul soț, Bob Harris, care lucra la doctoratul în latină. Cei doi au pornit într-o călătorie cu cortul către Amsterdam, Paris, sudul Lyon-ului, peste Alpi până la Turin, Florența, Roma și au terminat sejurul la Atena, de unde au revenit în Marea Britanie. Debborah a mai petrecut un an predând engleza la Deland High School, Florida, înainte de a se muta definitiv în Scoția, unde s-a măritat cu Bob.

## Cariera scriitoricească
În primul an de căsnicie, Deborah a trimis manuscrisul primului ei roman editoarei Betty Ballantine care, împreună cu soțul ei, Ian, fondaseră Ballantine Books și îl introduseseră pe J.R.R. Tolkien în State, promovând genul fantasy. Betty a fost încântată de manuscris și l-a trimis către Tor Books, care l-a publicat sub titlul The Burning Stone, primul volum al trilogiei Mages of Garillon.
La Convenția Mondială de Science Fiction din Brighton, Betty i-a făcut cunoștință cu Katherine Kurtz, căreia îi publicase, de asemenea, primul roman. Cele două s-a împrietenit și au colaborat la primul roman al seriei Inițiatul. Colaborarea dintre cele două autoare a continuat cu alte cărți ale aceleiași serii, precum și cu seria Templar.
În aceeași perioadă, Deborah a scris trei volume din saga Caledon, inspirate de istoria, folclorul și muzica scoțiană.

## Viața personală
În afara scrisului, Deborah și-a văzut de viața de familie, având trei fii. Ea este Lector Onorific la Universitatea St. Andrews, unde predă engleză veche, roman gotic și scriere creativă.
Deborah cântă la chitară și la harpă celtică, a învățat să călărească, să tragă cu arcul și să scrimeze.

## Opere

### Mages of Garillon
- The Burning Stone (1986)
- The Gauntlet of Malice (1987)
- Spiral of Fire (1989)

### Caledon
- Caledon of the Mists (1994)
- The Queen of Ashes (1995)
- The City of Exile (1997)

### Inițiatul
(cu Katherine Kurtz)
- The Adept (1991)

ro. Inițiatul - editura Nemira 1994 și 2006, traducere Mihail Moroiu
- The Adept: The Lodge of the Lynx (1992)
- The Adept: The Templar Treasure (1993)
- Dagger Magic (1995)
- Death of an Adept (1996)

### Templar
(cu Katherine Kurtz)
- The Temple And the Stone (1998)
- The Temple and the Crown (April 2001)